# راندي مولر
راندي مولر هو لاعب هوكي الجليد كندي، ولد في 23 أغسطس 1963 في رد دير في كندا.

## وصلات خارجية
- راندي مولر على موقع دوري الهوكي الوطني (الإنجليزية)
- راندي مولر على موقع EliteProspects.com (الإنجليزية)
- راندي مولر على موقع HockeyDB.com (الإنجليزية)
- راندي مولر على موقع Hockey-Reference.com (الإنجليزية)